# Pénélope à ailes blanches
Penelope albipennis
Espèce
Statut de conservation UICN

 EN D : En danger
Statut CITES
La Pénélope à ailes blanches (Penelope albipennis) est une espèce d'oiseaux de la famille des Cracidae.

## Description
Elle mesure 70 cm de longueur et ressemble à une dinde, avec son cou mince et sa petite tête.
Elle a un plumage brun foncé avec des rémiges primaires blanches. Elle a des mouchetures pâles sur le cou, le haut de la poitrine haute et le couvert des ailes. Elle possède une vaste gorge dénudée orange-rouge et un fanon à double-lobe, un bec bleu avec le bout noir et la peau du pourtour de l'œil pourpre. Sa voix est très profonde, rauque och ...och och, surtout pendant la saison de reproduction. Elle se promène, comme les dindes, de manière insouciante, d'où le surnom bien mérité de "Jungle Chicken".

## Répartition
Cette espèce survit dans les régions de Lambayeque, Cajamarca et de Piura au nord-ouest du Pérou.
Son habitat qui a été réduit et fragmenté et la chasse font qu'elle est en danger d'extinction. On considère qu'il reste moins de 250 individus en liberté.